# 광명성 3호 2호기
광명성 3호 2호기(光明星 3號 2號機)는 2012년 12월 12일에 발사한 조선민주주의인민공화국의 인공 위성이다.

## 논란
조선민주주의인민공화국계인 조총련은 기상예보와 자원탐사에 필요한 자료 수집용이라고 주장했다. 한편 카메라가 실제 설치되어 있는지도 논란을 빚고 있으나 위성이 지구 방향에 대해 회전하고 있어 광명성 위성에서 지구의 관측이 거의 불가능하다고 한다. 북한의 기술 수준 상 카메라가 있다 하여도 정밀도가 매우 떨어지는 것으로 추측되고 있다. 러시아의 전문가도 위성의 과학 활동을 통한 경제적 · 과학적 효과는 거의 없는 것으로 보았다.

## 같이 보기
- 은하 3호
- 은하 2호
- 대포동 1호
- 대포동 2호
- 광명성 2호
- 광명성 3호
- 조선민주주의인민공화국의 대량살상무기 문제 - 핵탄두에 사용되는 플루토늄의 양
- 핵무기 - 각종 핵탄두의 위력 시뮬레이션
- 탄도 미사일 - 우주로켓과 탄도미사일의 차이